# Vireo philadelphicus
El vireo de Filadelfia (en Cuba, México y Honduras) (Vireo philadelphicus), también denominado vireo amarillento (en Costa Rica), verderón de Philadelphia (en Colombia), vireo filadélfico (en México) o vireo canadiense (en Nicaragua), es una especie de ave paseriforme de la familia Vireonidae perteneciente al numeroso género Vireo. Se distribuye desde el sur de Canadá y norte de Estados Unidos (donde anida), hasta México, América Central, islas del Caribe y norte de Colombia (adonde migra en los inviernos boreales).

## Distribución y hábitat
Anida en el sur de Canadá (desde Alberta y extremo este de Columbia Británica hacia el este hasta el sureste de Quebec y Nuevo Brunswick, posiblemente también Nueva Escocia), al sur en el norte de los Estados Unidos hasta el norte de Dakota del Norte, norte de Minnesota, norte de Míchigan, norte de Nueva York y Maine. Migra hacia América Central (extremo sur de México, en Chiapas y Yucatán, al sur hasta el centro de Panamá). Aparte de los países ya mencionados, se registra su presencia en Bahamas; Belice; Bermuda; Islas Caimán; Costa Rica; Cuba; El Salvador; Guatemala; Honduras; Nicaragua; Saint Pierre y Miquelon y Turks y Caicos. Se ha registrado como divagante en Antigua y Barbuda; Aruba; Jamaica; Puerto Rico y hasta en Gran Bretaña.
Es incomún en bosques templados abiertos y en sauces y alisos al borde de corrientes de agua. En las zonas no reproductivas prefiere bosques secos y bosques montanos húmedos tropicales y subtropicales.